# Лауреаты Премии Правительства Российской Федерации в области науки и техники (2006)
Лауреаты Премии Правительства Российской Федерации в области науки и техники 2002 года — перечень награждённых государственной наградой Российской Федерации, присужденной за достижения в науке и технике в 2002 году.
Постановлением Правительства Российской Федерации от 26 августа 2004 года № 439, в частности, было уменьшено число премий и максимально допустимое число лауреатов каждой премии, но значительно увеличена сумма премии. Согласно этому Постановлению, с 2005 года присуждалось не более 40 премий (в том числе 10 премий за работы в сфере обороны и безопасности), каждая в размере 1 миллион рублей. Авторский коллектив каждой работы был ограничен 10 претендентами.
Лауреаты определены Постановлением Правительства от 22 февраля 2007 года № 121 по предложениям Межведомственного совета по присуждению премий Правительства Российской Федерации в области науки и техники.

## Легенда
Приводятся данные по премированной работе; фамилии лауреатов, их должность и место работы; номер абзаца в Постановлении

## Лауреаты
| номер | Лауреаты | Премированная работа |
| ----- | --- | --- |
| 1.    | Кулипанову Геннадию Николаевичу, академику, заместителю директора научно-исследовательского учреждения «Институт ядерной физики имени Г. И. Будкера Сибирского отделения Российской академии наук», Мезенцеву Николаю Александровичу, доктору физико-математических наук, Медведко Анатолию Степановичу, кандидату технических наук, заведующим лабораториями, — работникам того же учреждения; Желудевой Светлане Ивановне, доктору физико-математических наук, заместителю директора государственного учреждения «Институт кристаллографии имени А. В. Шубникова Российской академии наук», Ковальчуку Михаилу Валентиновичу, члену-корреспонденту Российской академии наук, директору, Шилину Юрию Николаевичу, начальнику специального конструкторского бюро, — работникам того же учреждения; Квардакову Владимиру Валентиновичу, исполнительному директору научно-технического комплекса «Курчатовский центр синхротронного излучения и нанотехнологий» федерального государственного учреждения Российский научный центр «Курчатовский институт», Корчуганову Владимиру Николаевичу, заместителю директора того же научно-технического комплекса, Станкевичу Владимиру Георгиевичу, профессору, начальнику лаборатории, докторам физико-математических наук, — работникам того же учреждения; Мазуренко Сергею Николаевичу, кандидату физико-математических наук, руководителю Федерального агентства по науке и инновациям | за создание научно-технического комплекса на базе специализированных источников синхротронного излучения «Сибирь» в Российском научном центре «Курчатовский институт» |
| 2.    | Филиппову Владимиру Борисовичу, генеральному директору открытого акционерного общества «Чепецкий механический завод», руководителю работы, Заводчикову Сергею Юрьевичу, кандидату физико-математических наук, ведущему инженеру-исследователю, Котрехову Владимиру Андреевичу, заместителю генерального директора по строительству и реконструкции, Лосицкому Анатолию Францевичу, заместителю технического директора, Сафонову Владимиру Николаевичу, начальнику цеха, — работникам того же акционерного общества; Аржаковой Валентине Михайловне, кандидату технических наук, начальнику лаборатории федерального государственного унитарного предприятия «Всероссийский научно-исследовательский институт неорганических материалов имени академика А. А. Бочвара», Бочарову Олегу Викторовичу, начальнику лаборатории, Кабанову Александру Анатольевичу, старшему научному сотруднику, Никулиной Антонине Васильевне, доктору технических наук, главному научному сотруднику, — работникам того же предприятия; Романову Александру Ивановичу, начальнику бюро федерального государственного унитарного предприятия «Опытное Конструкторское Бюро Машиностроения имени И. И. Африкантова» | за разработку научных основ, создание и внедрение в серийное производство высокоэффективных технологий получения конкурентоспособных изделий из циркониевых сплавов для атомной энергетики |
| 3.    | Грехову Игорю Всеволодовичу, члену-корреспонденту Российской академии наук, директору отделения твердотельной электроники государственного учреждения «Физико-технический институт имени А. Ф. Иоффе Российской академии наук», руководителю работы; Елисееву Вячеславу Васильевичу, заместителю генерального директора открытого акционерного общества «Электровыпрямитель», Чибиркину Владимиру Васильевичу, кандидату технических наук, генеральному директору, Гейфману Евгению Моисеевичу, доктору технических наук, профессору, главному конструктору научно-инженерного центра силовых полупроводниковых приборов, Мартыненко Валентину Александровичу, директору того же центра, Чумакову Геннадию Дмитриевичу, заведующему сектором того же центра, — работникам того же акционерного общества; Евсееву Юрию Алексеевичу, доктору технических наук, профессору, главному научному сотруднику государственного унитарного предприятия «Всероссийский электротехнический институт имени В. И. Ленина», Конюхову Андрею Васильевичу, начальнику сектора, Локтаеву Юрию Михайловичу, начальнику отдела, Сурме Алексею Маратовичу, заместителю генерального директора, кандидатам технических наук, — работникам того же предприятия | за комплекс работ по созданию и освоению производства нового поколения мощных тиристоров и диодов для энергоемких отраслей промышленности, энергетики и транспорта |
| 4.    | Абрамову Сергею Михайловичу, доктору физико-математических наук, директору государственного учреждения «Институт программных систем Российской академии наук», руководителю работы, Адамовичу Алексею Игоревичу, старшему научному сотруднику, Коваленко Максиму Руслановичу, ведущему инженеру-программисту, Пономареву Александру Юрьевичу, ведущему инженеру, Шевчуку Юрию Владимировичу, кандидату технических наук, заведующему лабораторией, — работникам того же учреждения; Анищенко Владимиру Викторовичу, кандидату технических наук, заместителю генерального директора государственного научного учреждения «Объединенный институт проблем информатики национальной академии наук Беларуси», Парамонову Николаю Николаевичу, кандидату технических наук, заведующему отделом того же учреждения; Слуцкину Анатолию Ильичу, кандидату технических наук, заместителю генерального директора открытого акционерного общества «Научно-исследовательский центр электронной вычислительной техники»; Опанасенко Всеволоду Юрьевичу, генеральному директору общества с ограниченной ответственностью «Т-Платформы»; Айламазяну Альфреду Карловичу (посмертно) | за разработку конструкторской и программной документации, подготовку промышленного производства и выпуск образцов высокопроизводительных вычислительных систем (суперкомпьютеров) семейства «СКИФ» Ряда I и Ряда II |
| 5.    | Бугаеву Александру Степановичу, академику, консультанту некоммерческого партнерства «Институт экономических стратегий», Сараеву Виктору Никифоровичу, кандидату технических наук, заместителю генерального директора того же некоммерческого партнерства; Лаеву Виктору Константиновичу, исполнительному директору открытого акционерного общества «Новопокровскаярайгаз»; Логинову Евгению Леонидовичу, доктору экономических наук, заместителю генерального директора открытого акционерного общества «Краснодаркрайгаз»; Мищенко Виктору Анатольевичу, директору общества с ограниченной ответственностью «Венчурные изобретения и разработки», Шевченко Игорю Викторовичу, доктору экономических наук, профессору, научному консультанту того же общества; Райкову Александру Николаевичу, доктору технических наук, профессору, президенту некоммерческого партнерства по научным исследованиям и социальному развитию "Аналитическое агентство «Новые стратегии»; Рудневу Алексею Валентиновичу, исполнительному директору открытого акционерного общества «Абинскрайгаз»; Эриашвили Нодари Дарчоевичу, доктору экономических наук, главному редактору общества с ограниченной ответственностью «Издательство ЮНИТИ-ДАНА» | за создание информационно-аналитического комплекса мониторинга электронных сообщений в глобальных телекоммуникационных сетях |
| 6.    | Вопилкину Алексею Харитоновичу, доктору технических наук, профессору, генеральному директору общества с ограниченной ответственностью "Научно-производственный центр неразрушающего контроля «ЭХО+», руководителю работы, Бадаляну Владимиру Григорьевичу, кандидату физико-математических наук, заместителю генерального директора, Тихонову Дмитрию Сергеевичу, техническому директору, — работникам того же общества; Дымкину Григорию Яковлевичу, доктору технических наук, профессору, директору филиала федерального государственного унитарного предприятия «Научно-исследовательский институт мостов и дефектоскопии Федерального агентства железнодорожного транспорта»; Казанцеву Александру Георгиевичу, доктору технических наук, заведующему отделом федерального государственного унитарного предприятия «Государственный научный центр Российской Федерации — Научно-производственное объединение по технологии машиностроения (ЦНИИТМАШ)», Караеву Алибеку Басхануковичу, заведующему лабораторией, Санькову Николаю Ивановичу, Сугирбекову Болату Азимбаевичу, кандидатам технических наук, ведущим научным сотрудникам, — работникам того же предприятия; Коннову Владимиру Васильевичу, доктору технических наук, генеральному директору закрытого акционерного общества "Научно-производственный центр «Молния»; Харебову Владимиру Георгиевичу, генеральному директору общества с ограниченной ответственностью «ИНТЕРЮНИС» | за создание и промышленное внедрение технологий комплексной диагностики, методов и импортозамещающих приборов с целью снижения аварийных ситуаций на потенциально опасных объектах |
| 7.    | Бахаревой Виктории Ефимовне, доктору технических наук, начальнику лаборатории федерального государственного унитарного предприятия "Центральный научно-исследовательский институт конструкционных материалов «Прометей», руководителю работы, Николаеву Герману Ивановичу, доктору химических наук, профессору, заместителю генерального директора, Панфилову Николаю Алексеевичу, кандидату технических наук, главному научному сотруднику, Петровой Людмиле Викторовне, ведущему инженеру, — работникам того же предприятия; Горячевой Ирине Георгиевне, академику, заведующей лабораторией государственного учреждения «Институт проблем механики Российской академии наук»; Троицкому Алексею Викторовичу, доктору технических наук, профессору, начальнику лаборатории федерального государственного унитарного предприятия «Центральный научно-исследовательский институт имени академика А. Н. Крылова»; Степанову Борису Павловичу, заместителю начальника производства федерального государственного унитарного предприятия "Производственное объединение «Северное машиностроительное предприятие»; Пеклеру Константину Владимировичу, заместителю главного конструктора филиала открытого акционерного общества «Силовые машины — ЗТЛ, ЛМЗ, Электросила, Энергомашэкспорт» «Ленинградский металлический завод» в Санкт-Петербурге; Карачуну Николаю Дмитриевичу, начальнику Главного технического управления Военно-Морского Флота Министерства обороны Российской Федерации; Велижанину Валерию Сергеевичу, заместителю генерального директора открытого акционерного общества "Торговый дом «Воткинский завод» | за создание и внедрение в машиностроение высокоресурсных крупногабаритных экологически чистых узлов трения скольжения с высокими триботехническими свойствами |
| 8.    | Зенитову Николаю Алексеевичу, кандидату технических наук, руководителю отдела федерального государственного унитарного предприятия — ордена Трудового Красного Знамени Академии коммунального хозяйства имени К. Д. Памфилова, руководителю работы, Аврутиной Екатерине Викторовне, ведущему научному сотруднику, Паниной Любови Валентиновне, научному сотруднику, Хоминичу Владимиру Владимировичу, кандидату технических наук, старшему научному сотруднику, — работникам того же предприятия; Беликову Андрею Петровичу, главному конструктору закрытого акционерного общества «Доркомтехника», Бойкову Дмитрию Олеговичу, главному инженеру, Бутовченко Михаилу Георгиевичу, кандидату технических наук, директору по производству, Павлову Александру Глебовичу, ведущему конструктору, Хабибуллину Владимиру Амировичу, заместителю директора, — работникам того же акционерного общества; Хайкевич Ольге Владимировне, старшему научному сотруднику федерального государственного учреждения «Научно-исследовательский институт — Республиканский исследовательский научно-консультационный центр экспертизы» | за создание и промышленное освоение системы каналоочистительных машин и комплекса гидродинамического оборудования для эксплуатации сетей водоотведения |
| 9.    | Колмыкову Владимиру Афанасьевичу, кандидату технических наук, генеральному директору федерального государственного унитарного предприятия «Красноярский машиностроительный завод», руководителю работы, Ковригину Леониду Александровичу, заместителю главного конструктора того же предприятия; Ефремову Игорю Сергеевичу, кандидату технических наук, заместителю генерального конструктора открытого акционерного общества «Ракетно-космическая корпорация „Энергия“ имени С. П. Королева»; Овчинникову Анатолию Георгиевичу, доктору технических наук, профессору кафедры государственного образовательного учреждения высшего профессионального образования «Московский государственный технический университет имени Н. Э. Баумана»; Поликарпову Евгению Юрьевичу, главному инженеру закрытого акционерного общества «Завод экспериментального машиностроения Ракетно-космической корпорации „Энергия“ имени С. П. Королева»; Полухину Николаю Валерьевичу, заместителю генерального директора — главному инженеру открытого акционерного общества "Корпорация «Тактическое ракетное вооружение»; Чудину Владимиру Николаевичу, доктору технических наук, профессору кафедры государственного образовательного учреждения высшего профессионального образования «Российский государственный открытый технический университет путей сообщения»; Ширяеву Александру Владимировичу, начальнику отдела федерального государственного унитарного предприятия «Научно-производственное объединение машиностроения»; Яковлеву Сергею Петровичу, профессору кафедры государственного образовательного учреждения высшего профессионального образования «Тульский государственный университет», Яковлеву Сергею Сергеевичу, профессору, заведующему кафедрой того же учреждения, докторам технических наук | за разработку комплексов технологий и научное обеспечение производственных процессов пластического формообразования особо ответственных деталей машиностроения из высокопрочных анизотропных материалов |
| 10.   | Атькову Олегу Юрьевичу, доктору медицинских наук, профессору, вице-президенту открытого акционерного общества «Российские железные дороги», руководителю работы, Ни Владимиру Ивановичу, начальнику отдела Департамента здравоохранения, Носкову Александру Ивановичу, начальнику отдела дирекции, — работникам того же акционерного общества, Андрееву Аркадию Ивановичу, главному инженеру Западно-Сибирской железной дороги, Елисеенко Владимиру Николаевичу, заведующему диагностическим центром негосударственного учреждения здравоохранения "Дорожная клиническая больница на станции Новосибирск-Главный открытого акционерного общества «Российские железные дороги», Попову Валерию Викторовичу, заместителю директора Воронежского вагоноремонтного завода имени Тельмана, Шабанову Вячеславу Васильевичу, начальнику отдела проектно-конструкторского бюро пассажирского хозяйства, — работникам филиалов того же акционерного общества; Куделькиной Нине Алексеевне, доктору медицинских наук, профессору, главному научному сотруднику государственного учреждения «Научно-исследовательский институт терапии Сибирского отделения Российской академии наук»; Столяру Валерию Леонидовичу, кандидату биологических наук, руководителю научно-консультативного телемедицинского центра государственного учреждения Научного центра сердечно-сосудистой хирургии имени А. Н. Бакулева Российской академии медицинских наук | за создание и внедрение передвижных консультативно-диагностических центров с мобильными телемедицинскими комплексами для обеспечения специализированной медицинской помощью населения отдаленных регионов Российской Федерации |
| 11.   | Захарову Анатолию Алексеевичу, кандидату технических наук, генеральному директору общества с ограниченной ответственностью «Севергазпром», руководителю работы; Аксельроду Михаилу Аркадьевичу, кандидату экономических наук, генеральному директору закрытого акционерного общества «Газпромстройинжиниринг»; Будзуляку Богдану Владимировичу, доктору технических наук, начальнику департамента открытого акционерного общества «Газпром», Салюкову Вячеславу Васильевичу, кандидату технических наук, заместителю начальника управления, Середе Михаилу Леонидовичу, заместителю председателя правления — руководителю аппарата правления, — работникам того же акционерного общества; Матлашову Ивану Андреевичу, кандидату технических наук, бывшему первому заместителю Министра энергетики Российской Федерации; Тютьневу Анатолию Михайловичу, кандидату технических наук, генеральному директору общества с ограниченной ответственностью «Промтех-НН»; Халлыеву Назару, доктору технических наук, профессору, заведующему лабораторией государственного образовательного учреждения высшего профессионального образования «Российский государственный университет нефти и газа имени И. М. Губкина»; Щеголеву Игорю Львовичу, кандидату технических наук, генеральному директору общества с ограниченной ответственностью «Волготрансгаз»; Язеву Валерию Афонасьевичу, доктору экономических наук, депутату Государственной Думы Федерального Собрания Российской Федерации, председателю Комитета Государственной Думы Федерального Собрания Российской Федерации | за разработку и внедрение новой технологии ремонта линейной части магистральных газопроводов, организацию и серийное производство комплекса технических средств, позволяющих без изменения прочностных характеристик ремонтируемой трубы обеспечить эксплуатационную надежность и безопасность отремонтированного трубопровода с гарантированным сроком службы |
| 12.   | Абдулмазитову Рафилю Гиниятулловичу, заместителю директора Татарского научно-исследовательского и проектного института нефти открытого акционерного общества «Татнефть» имени В. Д. Шашина, Ибатуллину Равилю Рустамовичу, доктору технических наук, директору того же института, Ибрагимову Наилю Габдулбариевичу, доктору технических наук, первому заместителю генерального директора — главному инженеру, Тазиеву Миргазияну Закиевичу, кандидату технических наук, начальнику управления, Тахаутдинову Шафагатю Фахразовичу, доктору экономических наук, генеральному директору, Хисамову Раису Салиховичу, доктору геолого-минералогических наук, заместителю генерального директора, главному геологу, — работникам того же акционерного общества; Муслимову Ренату Халиулловичу, доктору геолого-минералогических наук, профессору, государственному советнику при Президенте Республики Татарстан | за создание научных основ и промышленное внедрение комплекса технологий по стабилизации добычи нефти на поздней стадии разработки крупных месторождений |
| 13.   | Алекперову Вагиту Юсуфовичу, доктору экономических наук, президенту открытого акционерного общества "Нефтяная компания «Лукойл», руководителю работы, Маганову Равилю Ульфатовичу, первому вице-президенту, Новикову Анатолию Александровичу, кандидату геолого-минералогических наук, Челоянцу Джевану Крикоровичу, вице-президентам — начальникам главных управлений, — работникам того же акционерного общества; Делии Сергею Владимировичу, кандидату геолого-минералогических наук, заместителю генерального директора общества с ограниченной ответственностью «Лукойл-Нижневолжскнефть», Николаеву Николаю Михайловичу, кандидату технических наук, генеральному директору того же общества; Репею Александру Михайловичу, кандидату геолого-минералогических наук, генеральному директору общества с ограниченной ответственностью «Лукойл-ВолгоградНИПИморнефть»; Зульпукарову Меджиду Магомедгереевичу, директору Астраханского филиала компании «Лукойл-Шельф Лтд», Петракову Валерию Леонидовичу, директору той же компании; Джапаридзе Александру Юльевичу, кандидату технических наук, генеральному директору общества с ограниченной ответственностью "Сервисная компания «Петроальянс» | за разработку и промышленное внедрение рациональных комплексов геолого-геофизических исследований и экоэффективных технологий строительства морских скважин, обеспечивших открытие новой крупной нефтегазоносной субпровинции в российском секторе Каспийского моря и ускоренную подготовку сырьевой базы нефтегазодобычи                                      |
| 14.   | Миронову Сергею Павловичу, академику, директору федерального государственного учреждения «[[Центральный научно-исследовательский институт травматологии и ортопедии имени Н. Н. Приорова Федерального агентства по здравоохранению и социальному развитию]]», руководителю работы, Оганесяну Оганесу Вардановичу, академику Российской академии медицинских наук, заведующему отделением, Самкову Александру Сергеевичу, доктору медицинских наук, заведующему поликлиникой, Троценко Виктору Владимировичу, доктору медицинских наук, профессору, заместителю директора, — работникам того же учреждения; Иванникову Сергею Викторовичу, доктору медицинских наук, профессору кафедры государственного образовательного учреждения высшего профессионального образования Московской медицинской академии имени И. М. Сеченова Федерального агентства по здравоохранению и социальному развитию, Новиковой Елене Борисовне, доктору медицинских наук, доценту кафедры, Пальцевой Ирине Степановне, кандидату медицинских наук, ведущему научному сотруднику, — работникам того же учреждения; Абельцеву Владимиру Петровичу, доктору медицинских наук, заведующему отделением федерального государственного учреждения «Объединенная больница с поликлиникой» Управления делами Президента Российской Федерации; Шевцову Владимиру Ивановичу, члену-корреспонденту Российской академии медицинских наук, генеральному директору федерального государственного учреждения науки «[[Российский научный центр „Восстановительная травматология и ортопедия“ имени академика Г. А. Илизарова Федерального агентства по здравоохранению и социальному развитию]]» | за разработку приоритетов контроля патологических реакций организма в зависимости от длительного воздействия на биологически активные зоны кожи конечностей чрескостными металлическими конструкциями |
| 15.   | Котельникову Геннадию Петровичу, академику Российской академии медицинских наук, ректору государственного образовательного учреждения высшего профессионального образования «Самарский государственный медицинский университет Федерального агентства по здравоохранению и социальному развитию», руководителю работы, Галкину Рудольфу Александровичу, доктору медицинских наук, профессору, заведующему кафедрой, Левашову Николаю Васильевичу, кандидату медицинских наук, доценту кафедры, Маховой Алле Николаевне, доктору медицинских наук, профессору, главному научному сотруднику, Яшкову Александру Владимировичу, доктору медицинских наук, профессору, заведующему кафедрой, — работникам того же учреждения; Котельникову Михаилу Геннадьевичу, кандидату медицинских наук, заместителю главного врача государственного учреждения здравоохранения «Самарская областная клиническая больница имени М. И. Калинина»; Крылову Евгению Александровичу, заместителю главного инженера открытого акционерного общества «Салют», Поролло Николаю Алексеевичу, генеральному директору того же акционерного общества | за разработку нового научного направления — гравитационной терапии и внедрение её в практику |
| 16.   | Ивашкину Владимиру Трофимовичу, академику Российской академии медицинских наук, заведующему кафедрой государственного образовательного учреждения высшего профессионального образования Московской медицинской академии имени И. М. Сеченова Федерального агентства по здравоохранению и социальному развитию, руководителю работы, Баранской Елене Константиновне, Лапиной Татьяне Львовне, Склянской Ольге Александровне, кандидатам медицинских наук, доцентам кафедры, Коган Евгении Алтаровне, доктору медицинских наук, профессору кафедры, — работникам того же учреждения; Кудрявцевой Ларисе Васильевне, доктору медицинских наук, старшему научному сотруднику общества с ограниченной ответственностью "Научно-производственная фирма «Литех»; Маеву Игорю Вениаминовичу, доктору медицинских наук, профессору, проректору государственного образовательного учреждения высшего профессионального образования «Московский государственный медико-стоматологический университет Федерального агентства по здравоохранению и социальному развитию», Ющуку Николаю Дмитриевичу, академику Российской академии медицинских наук, ректору того же учреждения; Степанову Евгению Валерьевичу, доктору физико-математических наук, профессору, заведующему лабораторией государственного учреждения «Институт общей физики Российской академии наук»; Щербакову Петру Леонидовичу, доктору медицинских наук, профессору, заместителю директора государственного учреждения «Научный центр здоровья детей Российской академии медицинских наук» | за разработку и внедрение в практику методов диагностики и лечения заболеваний, ассоциированных с инфекцией Helicobacter pylori, в целях улучшения здоровья населения Российской Федерации |
| 17.   | Коновалову Александру Николаевичу, академику, директору государственного учреждения «Научно-исследовательский институт нейрохирургии имени академика Н. Н. Бурденко» Российской академии медицинских наук, руководителю работы, Корниенко Валерию Николаевичу, академику Российской академии медицинских наук, руководителю отделения, Кравчуку Александру Дмитриевичу, доктору медицинских наук, ведущему научному сотруднику, Лихтерману Леониду Болеславовичу, доктору медицинских наук, профессору, главному научному сотруднику, Потапову Александру Александровичу, члену-корреспонденту Российской академии медицинских наук, заместителю директора, Яковлеву Сергею Борисовичу, кандидату медицинских наук, руководителю отделения, — работникам того же учреждения; Гайдару Борису Всеволодовичу, академику Российской академии медицинских наук, начальнику государственного образовательного учреждения высшего профессионального образования Военно-медицинской академии имени С. М. Кирова, Идричану Сергею Михайловичу, кандидату медицинских наук, начальнику отделения, Парфенову Валерию Евгеньевичу, доктору медицинских наук, профессору, начальнику кафедры, — работникам того же учреждения; Сербиненко Федору Андреевичу (посмертно) | за разработку и внедрение в практику комплекса методов реконструктивной и минимально инвазивной нейрохирургии при посттравматической патологии черепа и головного мозга в условиях мирного времени и военных конфликтов |
| 18.   | Кулакову Анатолию Алексеевичу, доктору медицинских наук, профессору, директору федерального государственного учреждения «Центральный научно-исследовательский институт стоматологии Федерального агентства по здравоохранению и социальному развитию», руководителю работы, Брусовой Людмиле Арсентьевне, доктору медицинских наук, профессору, заведующей отделением, Гветадзе Рамазу Шалвовичу, доктору медицинских наук, профессору, ведущему научному сотруднику, Караяну Арутюну Суреновичу, кандидату медицинских наук, хирургу, Неробееву Александру Ивановичу, доктору медицинских наук, профессору, руководителю центра, — работникам того же учреждения; Еолчияну Сергею Азнивовичу, кандидату медицинских наук, доценту, старшему научному сотруднику государственного учреждения «Научно-исследовательский институт нейрохирургии имени академика Н. Н. Бурденко» Российской академии медицинских наук; Малаховской Вере Ивановне, доктору медицинских наук, профессору кафедры государственного образовательного учреждения дополнительного профессионального образования «Российская медицинская академия последипломного образования Федерального агентства по здравоохранению и социальному развитию»; Матякину Евгению Григорьевичу, доктору медицинских наук, профессору, руководителю отделения государственного учреждения «Российский онкологический научный центр имени Н. Н. Блохина Российской академии медицинских наук»; Сельскому Натану Евсеевичу, доктору медицинских наук, профессору, первому заместителю директора федерального государственного учреждения «Всероссийский центр глазной и пластической хирургии Федерального агентства по здравоохранению и социальному развитию»; Сысолятину Павлу Гавриловичу, доктору медицинских наук, профессору, заведующему кафедрой государственного образовательного учреждения высшего профессионального образования «Новосибирская государственная медицинская академия Федерального агентства по здравоохранению и социальному развитию» | за разработку и внедрение реконструктивных операций и методов имплантаций при устранении врожденных и приобретенных дефектов и деформаций челюстно-лицевой области |
| 19.   | Пумпянскому Дмитрию Александровичу, кандидату технических наук, председателю совета директоров открытого акционерного общества «Трубная Металлургическая Компания», руководителю работы, Марченко Леониду Григорьевичу, заместителю генерального директора — главному инженеру, Столярову Владимиру Ивановичу, начальнику управления, кандидатам технических наук, — работникам того же акционерного общества; Арабею Андрею Борисовичу, кандидату технических наук, начальнику отдела открытого акционерного общества «Газпром», Флегонтовой Татьяне Ленинаровне, начальнику управления того же акционерного общества; Головину Сергею Владимировичу, кандидату технических наук, заместителю генерального директора общества с ограниченной ответственностью «Научно-исследовательский институт по строительству и эксплуатации объектов ТЭК»; Лубе Игорю Ивановичу, техническому директору открытого акционерного общества «Волжский трубный завод», Лялькову Александру Григорьевичу, управляющему директору того же акционерного общества; Харитоновскому Владимиру Васильевичу, доктору технических наук, профессору, директору научного центра общества с ограниченной ответственностью «Научно-исследовательский институт природных газов и газовых технологий — ВНИИГАЗ»; Шлямневу Анатолию Петровичу, кандидату технических наук, заместителю директора федерального государственного унитарного предприятия «Центральный научно-исследовательский институт чёрной металлургии имени И. П. Бардина» | за разработку технологии, освоение промышленного производства и осуществление широкомасштабных поставок спиральношовных электросварных труб диаметром до 1420 мм для обустройства магистральных трубопроводов |
| 20.   | Морозову Сергею Ивановичу, кандидату технических наук, заместителю главного инженера открытого акционерного общества «Западно-Сибирский металлургический комбинат», руководителю работы, Ефимову Олегу Юрьевичу, начальнику производства, Клепикову Александру Григорьевичу, начальнику лаборатории, Мокринскому Андрею Викторовичу, управляющему директору, Погорелову Анатолию Ивановичу, начальнику отдела, Ушеренко Якову Давыдовичу, директору представительства, Юрьеву Алексею Борисовичу, кандидату технических наук, главному инженеру, — работникам того же акционерного общества; Тихонову Игорю Николаевичу, кандидату технических наук, руководителю филиала федерального государственного унитарного предприятия "Научно-исследовательский центр «Строительство», Фридлянову Борису Николаевичу, научному сотруднику того же филиала | за научное обоснование, разработку и внедрение технологии производства термомеханически упрочненной арматуры из углеродистой стали класса А400С с повышенными эксплуатационными характеристиками в потоке прокатных станов для специального и гражданского назначения                                                                                          |
| 21.   | Близневскому Александру Сергеевичу, кандидату экономических наук, начальнику отдела федерального государственного унитарного предприятия «Научно-производственное объединение прикладной механики имени академика М. Ф. Решетнева», Канило Ивану Ивановичу, главному специалисту, Кузоро Владимиру Ильичу, заместителю начальника отдела, Мазанову Владимиру Васильевичу, начальнику сектора отдела, Раевскому Валентину Анатольевичу, доктору технических наук, профессору, заместителю главного конструктора, Солдатову Геннадию Владимировичу, кандидату технических наук, заместителю генерального директора, — работникам того же предприятия; Лукьященко Василию Ивановичу, доктору технических наук, профессору, заместителю генерального директора федерального государственного унитарного предприятия «Центральный научно-исследовательский институт машиностроения», Шучеву Владимиру Григорьевичу, кандидату технических наук, начальнику отдела того же предприятия; Мартынову Александру Александровичу, начальнику отдела Федерального космического агентства; Первушину Николаю Иннокентьевичу, кандидату технических наук, начальнику 14 управления Управления начальника вооружения Вооруженных Сил Российской Федерации Министерства обороны Российской Федерации | за разработку и внедрение в серийное производство автоматической пассивной комбинированной системы ориентации для малых космических аппаратов военного и гражданского назначения |
| 22.   | Головчанскому Борису Владимировичу, начальнику лаборатории федерального государственного унитарного предприятия «Научно-производственный центр автоматики и приборостроения имени академика Н. А. Пилюгина», Игнатьеву Александру Сергеевичу, главному инженеру, Межирицкому Ефиму Леонидовичу, генеральному директору, Павлову Юрию Александровичу, начальнику группы, Петренко Алексею Борисовичу, заместителю генерального директора, Соколову Николаю Николаевичу, кандидату технических наук, заместителю начальника отдела, Шмакову Юрию Васильевичу, доктору технических наук, начальнику комплекса, — работникам того же предприятия; Волкову Михаилу Андреевичу, генеральному директору федерального государственного унитарного предприятия «Звезда»; Давыдову Виталию Анатольевичу, начальнику управления Федерального космического агентства, Пыжову Владимиру Анатольевичу, главному специалисту того же Агентства | за разработку и внедрение нового композиционного материала и создание на его базе нового поколения гироскопических приборов для систем управления современных средств выведения «Протон-М», «Фрегат», «Морской старт» и боевых ракетных комплексов |
| 23.   | Добровольскому Виктору Францевичу, доктору технических наук, профессору, директору государственного научного учреждения «[[Научно-исследовательский институт пищеконцентратной промышленности и специальной пищевой технологии Российской академии сельскохозяйственных наук]]», руководителю работы, Акиньшиной Галине Григорьевне, Колесниковой Валентине Борисовне, старшим научным сотрудникам, Гуровой Людмиле Абрамовне, начальнику отдела, — работникам того же учреждения; Агурееву Александру Никитовичу, кандидату медицинских наук, заведующему отделом Государственного научного центра Российской Федерации — Института медико-биологических проблем Российской академии наук, Полякову Валерию Владимировичу, кандидату медицинских наук, ведущему научному сотруднику — советнику директора того же научного центра; Гаврюшенко Татьяне Васильевне, главному специалисту организации научного обслуживания государственного унитарного предприятия «[[Бирюлевский экспериментальный завод Государственного научного учреждения Научно-исследовательского института пищеконцентратной промышленности и специальной пищевой технологии]]» Российской академии сельскохозяйственных наук; Каспранскому Рустему Рамилевичу, кандидату медицинских наук, заместителю начальника управления Российского государственного научно-исследовательского испытательного центра подготовки космонавтов имени Ю. А. Гагарина; Сизенко Евгению Ивановичу, академику Российской академии сельскохозяйственных наук, вице-президенту Российской академии сельскохозяйственных наук, Телегину Александру Анатольевичу, начальнику отдела открытого акционерного общества «Ракетно-космическая корпорация „Энергия“ имени С. П. Королева» | за комплекс научных исследований по разработке пищевых космических технологий, продуктов и рационов для питания космонавтов и их внедрение при осуществлении длительных космических полетов в ходе реализации Федеральной космической программы России |
| 24.   | Симоняну Вячеславу Оганесовичу, кандидату технических наук, директору федерального государственного унитарного предприятия «Центральный научно-исследовательский институт хлопчатобумажной промышленности», руководителю работы, Дьяченко Вере Васильевне, старшему научному сотруднику, Ковальчук Людмиле Сергеевне, кандидату технических наук, заведующей отделом, Лаврентьевой Екатерине Петровне, кандидату технических наук, заместителю директора, — работникам того же предприятия; Глушкову Геннадию Аркадьевичу, генеральному директору закрытого акционерного общества Текстильной торговой компании «Чайковский текстиль»; Рашковану Исааку Григорьевичу, кандидату технических наук, ведущему научному сотруднику открытого акционерного общества научно-производственный комплекс «ЦНИИШерсть»; Севостьянову Петру Алексеевичу, доктору технических наук, профессору, заведующему кафедрой государственного образовательного учреждения высшего профессионального образования «Московский государственный текстильный университет имени А. Н. Косыгина», Черникову Александру Николаевичу, кандидату технических наук, профессору, проректору того же учреждения; Соркину Аркадию Павловичу, заведующему кафедрой государственного образовательного учреждения высшего профессионального образования «Костромской государственный технологический университет»; Шумилину Сергею Михайловичу, начальнику отдела Министерства промышленности и энергетики Российской Федерации | за разработку и промышленное освоение комплекса высокоэффективных технологических процессов производства волокнистых материалов новых структур, обеспечивающих конкурентоспособность отечественной текстильной продукции |
| 25.   | Черешневу Валерию Александровичу, академику, председателю Уральского отделения Российской академии наук, директору государственного учреждения «Институт иммунологии и физиологии Уральского отделения Российской академии наук», руководителю работы; Агаджаняну Николаю Александровичу, академику Российской академии медицинских наук, почетному профессору кафедры государственного образовательного учреждения высшего профессионального образования «Российский университет дружбы народов»; Аптикаевой Ольге Ивановне, кандидату физико-математических наук, ведущему научному сотруднику государственного учреждения «Институт физики Земли имени О. Ю. Шмидта Российской академии наук», Гамбурцеву Азарию Григорьевичу, доктору физико-математических наук, заведующему лабораторией того же учреждения; Грачеву Владимиру Александровичу, члену-корреспонденту Российской академии наук, депутату Государственной Думы Федерального Собрания Российской Федерации, председателю Комитета Государственной Думы Федерального Собрания Российской Федерации; Жалковскому Евгению Александровичу, доктору технических наук, профессору, заведующему лабораторией государственного учреждения «Геофизический центр Российской академии наук»; Летникову Феликсу Артемьевичу, академику, заведующему лабораторией государственного научно-исследовательского учреждения «Институт земной коры Сибирского отделения Российской академии наук»; Расторгуеву Валерию Николаевичу, доктору философских наук, профессору, заведующему кафедрой государственного образовательного учреждения высшего профессионального образования «Московский государственный университет имени М. В. Ломоносова»; Сидорову Павлу Ивановичу, академику Российской академии медицинских наук, ректору государственного образовательного учреждения высшего профессионального образования «Северный государственный медицинский университет (г. Архангельск) Федерального агентства по здравоохранению и социальному развитию»; Юдахину Феликсу Николаевичу, члену-корреспонденту Российской академии наук, председателю президиума государственного учреждения Архангельского научного центра Уральского отделения Российской академии наук | за разработку и внедрение системного экологического мониторинга как компонента стратегической безопасности |
| 26.   | Дубенскому Глебу Глебовичу, кандидату технических наук, профессору, декану государственного образовательного учреждения высшего профессионального образования «Тульский государственный университет», руководителю работы, Кузнецову Анатолию Анатольевичу, доктору технических наук, профессору, декану, Орлову Александру Борисовичу, доктору технических наук, доценту, профессору кафедры, Ядыкину Евгению Александровичу, доктору технических наук, доценту, начальнику управления, — работникам того же учреждения; Агафонову Юрию Михайловичу, кандидату технических наук, генеральному директору открытого акционерного общества "Акционерная компания «Центральный научно-исследовательский институт систем управления»; Архипову Дмитрию Александровичу, кандидату экономических наук, первому заместителю руководителя аппарата правления открытого акционерного общества «Газпром»; Борщеву Михаилу Михайловичу, кандидату экономических наук, генеральному директору открытого акционерного общества «Центрогаз» открытого акционерного общества «Газпром»; Селезневу Кириллу Геннадьевичу, генеральному директору общества с ограниченной ответственностью «Межрегиональная компания по реализации газа»; Теличенко Валерию Ивановичу, доктору технических наук, профессору, ректору государственного образовательного учреждения высшего профессионального образования «Московский государственный строительный университет», Щербине Елене Витальевне, кандидату технических наук, доценту, профессору кафедры того же учреждения | за создание центра технологического совершенства в области производства высококачественных строительных изделий из исходного природного сырья центра России |
| 27.   | Артамонову Владимиру Сергеевичу, доктору технических наук, профессору, начальнику государственного образовательного учреждения высшего профессионального образования «[[Санкт-Петербургский институт Государственной противопожарной службы Министерства Российской Федерации по делам гражданской обороны, чрезвычайным ситуациям и ликвидации последствий стихийных бедствий]]», руководителю работы, Ивахнюку Григорию Константиновичу, доктору химических наук, профессору того же учреждения; Бирюкову Петру Павловичу, доктору экономических наук, профессору, префекту Южного административного округа г. Москвы; Булгакову Сергею Николаевичу, доктору технических наук, профессору, заведующему кафедрой государственного образовательного учреждения высшего профессионального образования «Московский институт коммунального хозяйства и строительства»; Гарабаджиу Александру Васильевичу, доктору химических наук, профессору, заведующему кафедрой государственного образовательного учреждения высшего профессионального образования «Санкт-Петербургский государственный технологический институт (технический университет)»; Журковичу Виталию Владимировичу, доктору технических наук, генеральному директору открытого акционерного общества "Автопарк N 6 «Спецтранс»; Лихачеву Дмитрию Юрьевичу, главному технологу закрытого акционерного общества "Завод «Радиус»; Лихачеву Юрию Михайловичу, кандидату технических наук, генеральному директору закрытого акционерного общества «Опытный завод механизированной переработки бытовых отходов», Пеговой Ирине Сергеевне, главному технологу того же акционерного общества; Язеву Анатолию Владимировичу, генеральному директору открытого акционерного общества "Автопарк N 1 «Спецтранс» | за разработку и внедрение ресурсосберегающих технологий переработки твердых отходов жилищно-коммунального хозяйства, обеспечивающих безопасность жизнедеятельности мегаполиса |
| 28.   | Гукасяну Армену Аванесовичу, генеральному директору закрытого акционерного общества «МонАрх и С», руководителю работы; Амбарцумяну Сергею Александровичу, доктору технических наук, профессору, заместителю руководителя департамента градостроительной политики, развития и реконструкции г. Москвы правительства Москвы; Гусеву Александру Владимировичу, доктору экономических наук, профессору, генеральному директору Судебного департамента при Верховном Суде Российской Федерации; Егоровой Ольге Александровне, председателю Московского городского суда; Леонову Михаилу Григорьевичу, руководителю мастерской государственного унитарного предприятия г. Москвы «Управление по проектированию общественных зданий и сооружений „Моспроект-2“ имени М. В. Посохина», Синявской Тамаре Ивановне, главному архитектору того же предприятия; Моносову Леониду Анатольевичу, генеральному директору открытого акционерного общества «Москапстрой»; Полтавченко Георгию Сергеевичу, кандидату экономических наук, полномочному представителю Президента Российской Федерации в Центральном федеральном округе | за разработку и внедрение новых технологий и проектно-технических решений при строительстве и реконструкции комплекса зданий Московского городского суда |
| 29.   | Буклею Александру Александровичу, кандидату технических наук, генеральному директору общества с ограниченной ответственностью «Флэш электроникс», руководителю работы, Паршину Илье Александровичу, кандидату физико-математических наук, ведущему инженеру, Федоровскому Евгению Владимировичу, главному инженеру, — работникам того же общества; Белецкому Валерию Юрьевичу, заместителю начальника управления Службы инженерно-технического обеспечения Федеральной службы охраны Российской Федерации, Дежурнову Сергею Ивановичу, начальнику отдела того же управления; Виноградову Анатолию Валентиновичу, кандидату технических наук, заместителю начальника федерального государственного унитарного предприятия «15 Центральный научно-исследовательский испытательный институт имени Д. М. Карбышева» Министерства обороны Российской Федерации; Куликову Николаю Александровичу, директору закрытого акционерного общества «Светлана-Рентген»; Максимову Евгению Михайловичу, кандидату технических наук, начальнику подразделения государственного учреждения «Войсковая часть 35533»; Попову Владимиру Васильевичу, генеральному директору открытого акционерного общества «Светлана»; Цыбину Николаю Николаевичу, доктору физико-математических наук, ученому секретарю федерального государственного унитарного предприятия «Государственный научно-исследовательский институт авиационных систем» | за разработку и внедрение специальной техники для обеспечения государственной безопасности и противодействия терроризму |
| 30.   | Козлову Юрию Ивановичу, доктору биологических наук, профессору, заведующему отделом федерального государственного унитарного предприятия «Государственный научно-исследовательский институт генетики и селекции промышленных микроорганизмов», руководителю работы, Машко Сергею Владимировичу, доктору биологических наук, профессору, заведующему лабораторией, Параскевову Виталию Григорьевичу, кандидату химических наук, заместителю директора, — работникам того же предприятия; Алиеву Мамеду Багиру Джавад оглы, члену-корреспонденту Российской академии медицинских наук, заместителю директора государственного учреждения «Российский онкологический научный центр имени Н. Н. Блохина Российской академии медицинских наук»; Гершановичу Михаилу Айзеровичу, доктору медицинских наук, профессору, руководителю отдела государственного учреждения науки Научно-исследовательского института онкологии имени профессора Н. Н. Петрова Федерального агентства по здравоохранению и социальному развитию; Ищенко Александру Митрофановичу, кандидату биологических наук, начальнику лаборатории федерального государственного унитарного предприятия «Государственный научно-исследовательский институт особо чистых биопрепаратов» Федерального медико-биологического агентства, Кетлинскому Сергею Александровичу, члену-корреспонденту Российской академии медицинских наук, заместителю директора, Свентицкому Евгению Николаевичу, доктору технических наук, директору, Симбирцеву Андрею Семеновичу, доктору медицинских наук, профессору, начальнику лаборатории, — работникам того же предприятия; Рождественскому Льву Михайловичу, доктору биологических наук, заведующему лабораторией федерального государственного унитарного предприятия Государственного научного центра — Института биофизики Федерального медико-биологического агентства | за конструирование бактериальных продуцентов, организацию биотехнологического производства субстанций и препаратов на основе рекомбинантных цитокинов человека и внедрение разработанного медицинского препарата «Беталейкин» |